# Mona Hala
Mona Hala (arabisch منى هلا; * 25. Oktober 1985 in Kairo, Ägypten) ist eine ägyptisch-österreichische Schauspielerin.

## Leben
Mona Hala wurde 1985 in Ägypten als Tochter eines Österreichers und einer Ägypterin geboren. Ihr Vater starb, als sie 12 Jahre alt war. Sie blieb bei ihrer Mutter in Ägypten, behielt jedoch die österreichische Staatsbürgerschaft. Sie schloss ihr Studium als Übersetzerin Deutsch-Arabisch an der Ain-Shams-Universität ab.
Sie begann ihre Karriere als Moderatorin bei einem Kinderprogramm namens يلا بينا („Los geht’s“) und spielte ihre Debütrolle 2004 im Film El-Basha Tilmeez.
Mona Hala war eine der prominenten Teilnehmerinnen der ägyptischen Revolution 2011. Sie ist bekannt für ihre linken politischen Positionen, als Feministin und Sozialistin. Sie setzt sich für die Rechte Homosexueller ein.
In Laila Solimans Stück „Zig Zig“ über die Willkür von Machthabern war Mona Hala 2016 auf Theaterbühnen in der Schweiz, Deutschland, Holland, Belgien und Norwegen zu sehen. Im Folgejahr trat sie in einer Fassung von Kamel Daouds Der Fall Meursault – eine Gegendarstellung am Theater Neumarkt Zürich auf, die von Soliman und Ruud Gielens adaptiert wurde. Hala lehnt die Idee einer professionellen Schauspielkarriere in Europa ab, und bevorzugt es, zwischen Ägypten und anderen Wirkstätten zu reisen. Für die parallelen Dreharbeiten für den Film „Leil Khargi“ (ليل خارجي) in Ägypten und Theaterauftritten in Europa pendelte sie. Da der Film großteils nachts spielt, wurden zudem die Dreharbeiten überwiegend nachts durchgeführt, was zu einem „Rhythmus“ fürte, den Hala als eine völlige Erschöpfung ihres Nervensystems beschrieb. Im Jahr 2018 heiratete sie ihren langjährigen Freund.
Für ihre Rolle im Film Leil Khargi (ليل خارجي) wurde sie beim nationalen Festival für ägyptisches Kino Kairo 2021 als Beste Darstellerin ausgezeichnet. Sie legte in dieser Zeit eine Schauspielpause ein, die sie mit schwierigen familiären Bedingungen und der Covid-19-Pandemie erklärte, die sie sehr verändert hätte. In dieser Zeit verlor Hala zwei ihrer Tanten.

## Filmografie
- 2004: El-Basha Tilmeez (الباشا تلميذ)
- 2004: Sib wa Ana Asib (سيب وأنا أسيب)
- 2005: Zaki Shan (زكي شان)
- 2005: Beit min Lahm: House of Flesh (بيت من لحم)
- 2005: An Korb
- 2006: Al-andaleeb hikayt shaab
- 2007: The Seventh Heaven (ألوان السما السبعة)
- 2008: Laylat El-Baby Doll (ليلة البيبي دول)
- 2009: Cairo Time
- 2009: Bel Alwan ElTabeaya
- 2010: Quarter Problem (ربع_مشكل) (Sitcom)
- 2011: Eza’at Hubb
- 2012: Lamh el-Basar
- 2013: Girl Rising
- 2013: Alf Salama
- 2015: Paparazzi (باباراتزي)
- 2015: Yasmine
- 2016: Namour
- 2018: Leil Khargi (ليل خارجي)
- 2021: Hammam Sokhn
- 2024: Teta (تيتا)